# Rent
Rent je rocková opera autora Jonathana Larsona (hudba, scénář i námět) inspirovaná operou La bohème Giocoma Pucciniho. Vypráví o skupině mladých umělců New Yorku, snažící se tvořit a přežít s břemenem AIDS.
Muzikál Rent vyhrál vedle dalších ocenění také prestižní divadelní cenu Tony za nejlepší muzikál a Pulitzerovu cenu. Stal se jedním z prvních broadwayských představení, které představuje homosexuální a bisexuální postavy. Obsazení navíc bylo neobvykle etnicky rozličné. Rent vzal kontroverzní témata do tradičního a konzervativního prostředí divadel a pomohl zvýšit popularitu divadelních muzikálů mezi mladými generacemi.
Muzikál byl poprvé předveden v roce 1994 v New York Theatre Workshop. Premiéra se konala 26. února 1996 v divadle v New Yorku a 29. dubna 1996 se představení přestěhovalo do broadwayského Nederlander Theatre. Postupně se zařadil mezi úspěšné muzikály na Broadway s příznivými kritikami a diváckou atraktivitou. S více než 4300 představeními se stal sedmým nejdéle běžícím divadelním představením na Broadwayi. Po dvanácti letech existence se vedení rozhodlo ukončit. Poslední představení se konalo 7. září 2008.
V roce 2005 bylo uvedeno stejnojmenné filmové zpracování tohoto muzikálu. Dějová linie byla mírně upravena a některé písně byly změněny do mluvených dialogů. V hlavních rolích se představila většina členů původního divadelního obsazení. Nabídku nepřijaly pouze Daphne Rubin-Vega (původní představitelka Mimi), která byla v té době v pokročilé fázi těhotenství, a Fredi Walker (původní představitelka Joanne), která se považovala za příliš starou pro svou roli. Jejich místa ve filmu nahradily Rosario Dawson jako Mimi a Tracie Thoms jako Joanne.
V roce 2013 dorazil Rent také do České republiky. V divadle Na Prádle se během měsíce srpna odehrálo 12 představení (formou zkušební verze v originálním anglickém znění) a režie se chopil Američan Steve Josephson. Poté se představení na několik repríz přestěhovalo do Divadla Kalich. Premiéra české verze v překladu Milana Malinovskyho se uskutečnila 14. prosince 2014 opět na domovské scéně Divadla Na Prádle.

## Hlavní postavy
- Mark Cohen (Anthony Rapp) – amatérský filmař tvořící dokument o jejich životě v New Yorku, vypravěč příběhu. Maureenin bývalý přítel, Rogerův spolubydlící.
- Roger Davis (Adam Pascal) – muzikant nakažený virem HIV, vyléčený ze závislosti na heroinu. Jeho přítelkyně spáchala sebevraždu, poté co zjistila, že má AIDS. Markův spolubydlící, objekt Mimiina milostného zájmu.
- Tom Collins (Jesse L. Martin) – homosexuální učitel informatiky nemocný s AIDS, kamarád a bývalý spolubydlící Rogera, Marka, Bennyho a Maureen, Angelův přítel.
- Mimi Marquez (Daphne Rubin-Vega) – exotická klubová tanečnice, HIV pozitivní a závislá na heroinu, objekt Rogerova milostného zájmu, bývala zapletena s Bennym.
- Angel Dumott Schunard (Wilson Jermaine Heredia) – homosexuální drag queen, pouliční bubeník a muzikant s AIDS. Collinsův přítel.
- Joanne Jefferson (Fredi Walker) – lesbická právnička, Maureenina přítelkyně.
- Maureen Johnson (Idina Menzel) – bisexuální umělkyně. Joannina přítelkyně, Markova bývalá přítelkyně.
- Benjamin "Benny" Coffin III. (Taye Diggs) – majitel budovy, kde žijí Mark, Roger a Mimi. Oženil se do bohaté rodiny. Bývalý kamarád Marka, Collinse, Rogera a Maureen.

## Obsazení
| Role                  | Původní broadwayské obsazení | Film z roku 2005        | Film z posledního představení | Obsazení z Hollywood Bowl | Obsazení z pražského Divadla Na Prádle  | Obsazení z Městského divadla v Brně        |
| --------------------- | ---------------------------- | ----------------------- | ----------------------------- | ------------------------- | --------------------------------------- | ------------------------------------------ |
| Mark Cohen            | Anthony Rapp                 | Anthony Rapp            | Adam Kantor                   | Skylar Astin              | Tomáš Vaněk Ondřej Izdný                | Daniel Rymeš                               |
| Roger Davis           | Adam Pascal                  | Adam Pascal             | Will Chase                    | Aaron Tveit               | Roman Tomeš Michael Kluch               | Kristian Pekar Patrik Földeši (understudy) |
| Mimi Márquez          | Daphne Rubin-Vega            | Rosario Dawson          | Renee Elise Goldsberry        | Vanessa Hudgens           | Markéta Procházková Michaela Doubravová | Andrea Zelová Alžbeta Trembecká            |
| Tom Collins           | Jesse L. Martin              | Jesse L. Martin         | Michael McElroy               | Wayne Brady               | Oldřich Smysl Martin Šemík              | Igor Ondříček Dušan Vítazek                |
| Angel Dumott Schunard | Wilson Jermaine Heredia      | Wilson Jermaine Heredia | Justin Johnston               | Telly Leung               | Lukáš Pečenka Oldřich Anton Vojta       | Aleš Slanina                               |
| Joanne Jefferson      | Fredi Walker                 | Tracie Thoms            | Tracie Thoms                  | Tracie Thoms              | Tereza Martinková Michaela Nosková      | Barbora Goldmannová Dagmar Křížová         |
| Maureen Johnson       | Idina Menzel                 | Idina Menzel            | Eden Espinosa                 | Nicole Scherzinger        | Michaela Nosková Barbara Chybová        | Kristýna Daňhelová Hana Holišová           |
| Benjamin Coffin III   | Taye Diggs                   | Taye Diggs              | Rodney Hicks                  | Collins Pennie            | Milan Malinovsky Jan Kopečný            | Lukáš Janota Marco Salvadori               |

## Hudební čísla
1. jednání
- „Tune Up #1" — Mark a Roger
- „Voice Mail #1" — Markova matka
- „Tune Up #2" — Mark, Roger, Collins a Benny
- „Rent" — Mark, Roger, Benny, Collins, Joanne a Company
- „You Okay Honey?" — kazatelé, Angel a Collins
- „Tune Up #3" — Mark a Roger
- „One Song Glory" — Roger
- „Light My Candle" — Mimi a Roger
- „Voice Mail #2" — pan a paní Jeffersonovi
- „Today 4 U" — Collins, Roger, Mark a Angel
- „You'll See" — Benny, Mark, Roger, Collins a Angel
- „Tango: Maureen" — Joanne a Mark
- „Life Support" — Gordon, Paul, Mark a Company
- „Out Tonight" — Mimi
- „Another Day" — Mimi, Roger a Company
- „Will I?" — Steve a Company
- „On the Street" — kazatelé, bezdomovec, Mark, Collins, Angel a bezdomovkyně
- „Santa Fe" - Collins, Angel, Mark a Company
- „I'll Cover You" — Angel a Collins
- „We're Okay" — Joanne
- „Christmas Bells" — Company
- „Over the Moon" — Maureen
- „Over the Moon Playoff" — Kapela
- „La Vie Bohème A" — Mark, číšník, Roger, Benny, Mimi, Collins, Angel, Maureen, Joanne, pan Grey a Company
- „I Should Tell You" — Mimi a Roger
- „La Vie Bohème B" — Maureen, Collins, Joanne, Mark, Angel a Company

2. jednání
- „Seasons of Love" — Company
- „Happy New Year A" — Mark, Roger, Mimi, Collins, Angel, Maureen a Joanne
- „Voice Mail #3" — Markova matka a Alexi Darling
- „Happy New Year B" — Mark, Roger, Mimi, Collins, Angel, Maureen, Joanne a Benny
- „Take Me or Leave Me" — Maureen a Joanne
- „Seasons of Love B" — Company
- „Without You" — Roger a Mimi
- „Voice Mail #4" — Alexi Darling
- „Contact" — Angel a Company
- „I'll Cover You" (Reprise) — Collins a Company
- „Halloween" — Mark
- „Goodbye Love" — Mark, Roger, Mimi, Collins, Maureen, Joanne a Benny
- „What You Own" — Roger a Mark
- „Voice Mail #5" — Rogerova matka, Mimiina matka, paní Jeffersonová a Markova matka
- „Finale A" — Preachers, Mark, Roger, Collins, Maureen, Joanne, and Mimi
- „Your Eyes" — Roger
- „Finale B" — Company
- „Playout (I'll Cover You)" — Kapela

## Ocenění a nominace

### Původní broadwayské uvedení
| Rok  | Ocenění                   | Kategorie                                          | Nominovaní                | Výsledek   |
| ---- | ------------------------- | -------------------------------------------------- | ------------------------- | ---------- |
| 1996 | Cena Tony                 | Nejlepší muzikál                                   | Nejlepší muzikál          | Vyhrál     |
| 1996 | Cena Tony                 | Nejlepší scénář muzikálu                           | Jonathan Larson           | Vyhrál     |
| 1996 | Cena Tony                 | Nejlepší původní hudba                             | Jonathan Larson           | Vyhrál     |
| 1996 | Cena Tony                 | Nejlepší výkon herce v hlavní roli v muzikálu      | Adam Pascal               | Nominován  |
| 1996 | Cena Tony                 | Nejlepší výkon herečky v hlavní roli v muzikálu    | Daphne Rubin-Vega         | Nominována |
| 1996 | Cena Tony                 | Nejlepší výkon herce ve vedlejší roli v muzikálu   | Wilson Jermaine Heredia   | Vyhrál     |
| 1996 | Cena Tony                 | Nejlepší výkon herečky ve vedlejší roli v muzikálu | Idina Menzel              | Nominována |
| 1996 | Cena Tony                 | Nejlepší režie muzikálu                            | Michael Greif             | Nominován  |
| 1996 | Cena Tony                 | Nejlepší choreografie                              | Marlies Yearby            | Nominován  |
| 1996 | Cena Tony                 | Nejlepší světelný design                           | Blake Burba               | Nominován  |
| 1996 | Drama Desk Award          | Nejlepší muzikál                                   | Nejlepší muzikál          | Vyhrál     |
| 1996 | Drama Desk Award          | Nejlepší libreto pro muzikál                       | Jonathan Larson           | Vyhrál     |
| 1996 | Drama Desk Award          | Nejlepší herec v muzikálu                          | Adam Pascal               | Nominován  |
| 1996 | Drama Desk Award          | Nejlepší herečka v muzikálu                        | Daphne Rubin-Vega         | Nominována |
| 1996 | Drama Desk Award          | Nejlepší herec ve vedlejší roli v muzikálu         | Wilson Jermaine Heredia   | Vyhrál     |
| 1996 | Drama Desk Award          | Nejlepší režisér muzikálu                          | Michael Greif             | Nominován  |
| 1996 | Drama Desk Award          | Nejlepší orchestrace                               | Steve Skinner             | Vyhrál     |
| 1996 | Drama Desk Award          | Nejlepší texty                                     | Jonathan Larson           | Vyhrál     |
| 1996 | Drama Desk Award          | Nejlepší hudba                                     | Jonathan Larson           | Vyhrál     |
| 1996 | Drama Desk Award          | Nejlepší kostýmy                                   | Angela Wendt              | Nominována |
| 1996 | Pulitzerova cena za drama | Pulitzerova cena za drama                          | Pulitzerova cena za drama | Vyhrál     |
| 1996 | Theatre World Award       | Theatre World Award                                | Adam Pascal               | Vyhrál     |
| 1996 | Theatre World Award       | Theatre World Award                                | Daphne Rubin-Vega         | Vyhrála    |

### Původní londýnské uvedení
| Rok  | Ocenění                | Kategorie                                  | Nominovaní              | Výsledek   |
| ---- | ---------------------- | ------------------------------------------ | ----------------------- | ---------- |
| 1999 | Cena Laurence Oliviera | Nejlepší nový muzikál                      | Nejlepší nový muzikál   | Nominován  |
| 1999 | Cena Laurence Oliviera | Nejlepší herečka v muzikálu                | Krysten Cummings        | Nominována |
| 1999 | Cena Laurence Oliviera | Nejlepší výkon ve vedlejší roli v muzikálu | Wilson Jermaine Heredia | Nominován  |